# Râul Natra
Râul Natra este un curs de apă, afluent al râului Lișava. 

## Hărți
- Harta Județului Caraș-Severin
- Harta munții Aninei [nefuncțională – arhivă]